# Irina Wassiljewna Chworowa
Irina Wassiljewna Chworowa (russisch Ирина Васильевна Хворова; * 20. Februarjul. / 5. März 1913greg. in Krasnojarsk; † 25. Dezember 2003 in Moskau) war eine sowjetische bzw. russische Geologin und Paläontologin.

## Leben
Chworowa, Tochter eines Arztes und einer Lehrerin, studierte am Moskauer Gubkin-Erdöl-Institut  in der Fakultät für Geologische Prospektion mit Abschluss 1935. Darauf wurde ihr eine Arbeitsstelle als Geologin im Erdöl-Trust Wostokneft zugewiesen.
Ab 1937 arbeitete Chworowa in Moskau im Paläozoikum-Büro beim Fjodorowski-Allunionsforschungsinstitut für Mineralische Rohstoffe (WIMS). Sie wurde 1940 Mitglied der KPdSU. Im selben Jahr wechselte sie zum Moskauer Institut für Paläontologie der Akademie der Wissenschaften der UdSSR (AN-SSSR, seit 1991 Russische Akademie der Wissenschaften (RAN)) und arbeitete als Paläontologin für Algen des Karbon.
Nach Beginn des Deutsch-Sowjetischen Kriegs nahm Chworowa 1941 in einem Vernichtungsbataillon an der Verteidigung Moskaus teil. 1942–1943 gehörte  sie zur Baschkirischen Erdöl-Expedition in Ufa. Sie kehrte nach Moskau ins Institut für Paläontologie zurück und verteidigte 1945 ihre Dissertation über strukturelle Fazies-Analyse der Riff-Sedimente der Ural-Region erfolgreich für die Promotion zur Kandidatin der geologisch-mineralogischen Wissenschaften. Ihre Doktor-Dissertation über die Entwicklung des Mittleren und Oberen Karbon im westlichen Teil des Moskauer Sedimentbeckens verteidigte sie 1951 mit Erfolg für die Promotion zur Doktorin der geologisch-mineralogischen Wissenschaften 1952.
Chworowa wurde 1953 wissenschaftliche Senior-Mitarbeiterin des Moskauer Instituts für Geologische Wissenschaften der AN-SSSR.  Ab 1958 leitete sie das Laboratorium für vulkanische und Sediment-Formationen. Sie gehörte zu den Begründern des Konzepts der Sedimentformationen und der vergleichenden Analyse der alten und modernen Karbonat-, Silikat- und Vulkansediment-Komplexe. Das Verhältnis von Sedimentation und Vulkanismus war ihr Forschungsschwerpunkt. Sie wurde 1963 Mitglied der International Association of Sedimentologists. Sie nahm an Expeditionen in den Pazifik und den Indischen Ozean auf den sowjetischen Forschungsschiffen Witjas (1970) und Dmitri Medelejew (1980) teil. Sie wurde 1971 zur Professorin ernannt. 1993 ging sie in Pension.
Chworowa war seit 1934 mit dem Paläontologen Wassili Ruschenzew (1899–1978) verheiratet. Ihr Sohn Sergei Ruschenzew (1935–2012) war Geologe und Paläontologe.

## Ehrungen, Preise
- Medaille „Für die Verteidigung Moskaus“ (1944)
- Medaille „Für heldenmütige Arbeit im Großen Vaterländischen Krieg 1941–1945“ (1945)
- Ehrenzeichen der Sowjetunion (1963)[1]
- Verdiente Wissenschaftlerin der RSFSR (1980)[1]
- Medaille „Veteran der Arbeit“ (1980)
- Medaille „40. Jahrestag des Sieges im Großen Vaterländischen Krieg 1941–1945“ (1985)
- Orden der Völkerfreundschaft (1986)[1]
- Schatski-Preis der AN-SSSR (1988 mit S. W. Ruschenzew und T. N. Cheraskowa)[4]